# Vannozza dei Cattanei
Vannozza dei Cattanei (13 de julho de 1442 - Roma, 24 de novembro de 1518) foi uma das muitas amantes de Rodrigo Bórgia. Ela deu à luz a linhagem dos Bórgia italianos quando Rodrigo era cardeal, futuramente o Papa Alexandre VI (em violação aos votos de celibato que o Papa tomou), e entre eles, cujo relacionamento durou um longo tempo. Seus pais eram Jacopo dei Cattanei e Mencia Pinctoris.

## Biografia
Nascida em 1442 em Mântua de pais nobres, ela se mudou para Roma, onde era proprietária de diversas pousadas (osterie), a primeira em Borgo, em seguida, em Campo de Fiori. Antes de se tornar amante de Alexandre, teve um suposto relacionamento com o Cardeal Giuliano della Rovere, o futuro Papa Júlio II.
A relação com Alexandre VI começou em 1470, e ela lhe deu quatro filhos que ele reconheceu abertamente como seus próprios:
- João, depois duque de Gandia (nascido em 1474);
- César (nascido em 1475);
- Lucrécia (nascida em 1480);
- Godofredo (nascido em 1481 ou 1482) [1]

Após sua posse como Papa, a paixão por Vannozza por parte de Rodrigo diminuiu, forçando a sua amante ter uma vida de aposentada, mas confortável. Seu lugar foi tomado por Giulia Farnese, da família dos Orsini, mas Alexandre VI, continuou a ter carinho tanto por Vannozza quanto seus filhos.

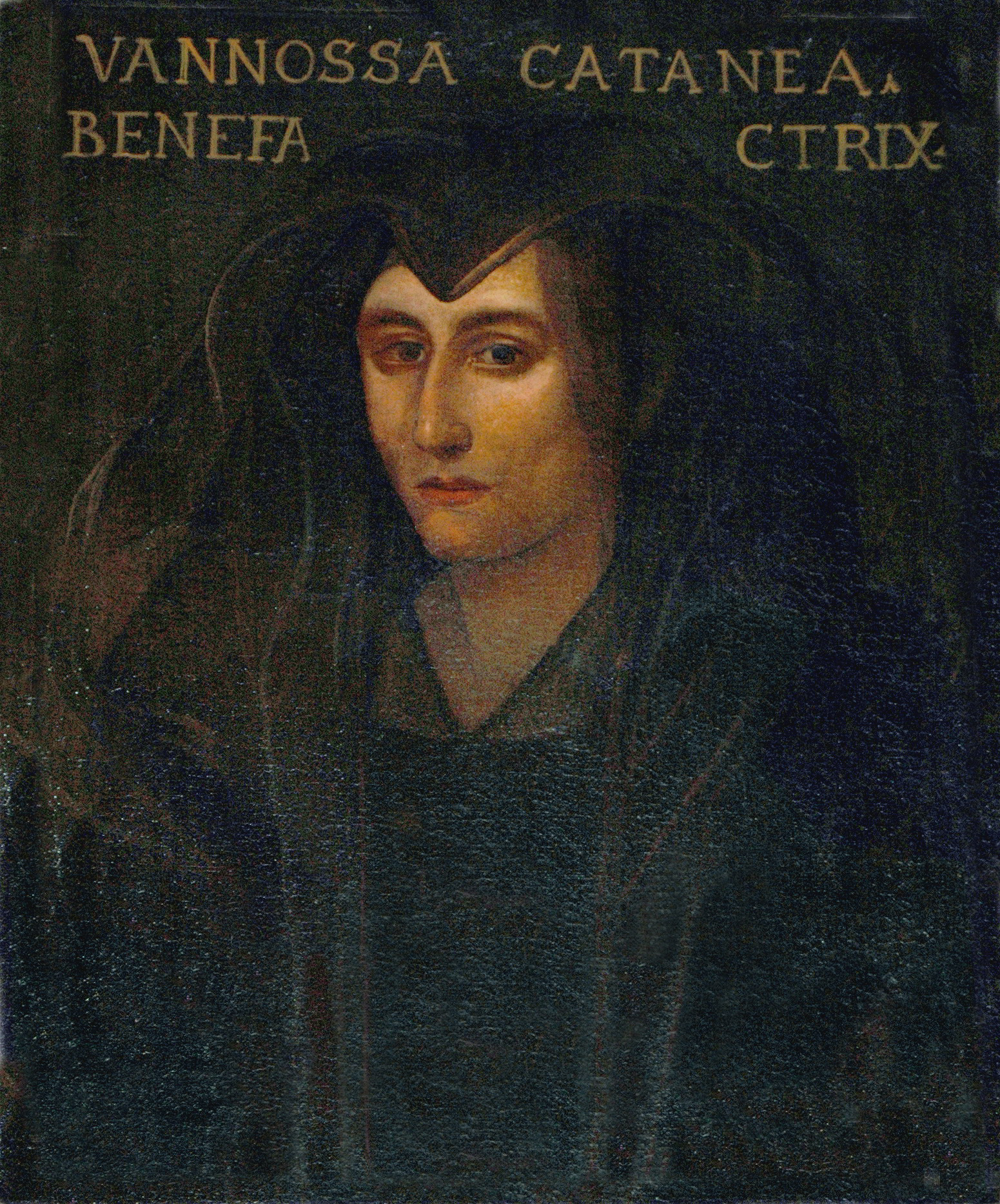
Vannozza em retrato de autor desconhecido.

Ela teve quatro maridos. Primeiro se casou com Domenico d'Arignano. Seu segundo marido foi Antonio de Brescia. Em 1480, casou-se com Giorgio della Croce. Teve um filho chamado Ottaviano com ele. Quando ficou viúva, ela, finalmente, casou-se com Carlo Canale.
Faleceu em 1518, após uma vida de penitência e expiação em seus últimos anos, doou todos os seus bens à Igreja. Ela foi enterrada na Igreja de Santa Maria del Popolo, em Roma, onde estava seu filho Giovanni. Contudo, os restos de ambos não são preservados, já que durante o saque de Roma em 1527 por lansquenetes alemães, a capela foi saqueada e despojada de suas riquezas. Só recuperou a lápide que foi fixada no patamar de São Marcos Kirche, em frente ao Capitólio.

## Na cultura popular
- No filme The Conclave de 2006, ela é interpretada pela atriz alemã Nora Tschirner.
- Na série de televisão de 2011, The Borgias, ela é interpretada pela atriz inglesa Joanne Whalley.
- Na série de televisão Borgia do Canal+, também de 2011, é interpretada pela atriz espanhola Assumpta Serna.